# Жеребцов, Семён Сергеевич
Семён Сергеевич Жеребцов (род. 23 ноября 1992, Омск) — российский хоккеист, центральный нападающий.

## Биография
Сын Сергея Жеребцова.
Окончил Сибирский государственный университет физической культуры и спорта.
Выступал за различные российские хоккейные клубы и казахстансий клуб «Темиртау»
В 2019 году играл за украинский клуб «Кременчуг». В пяти матчах набрал 5 (0+5) очков, заработав коэффициент полезности +6. В ноябре 2019 года клуб расторг с ним контракт.

## Достижения
- Участник Кубка Вызова 2012.
- Обладатель Кубка Харламова (2): 2012, 2013.